# Ultraleichtfluggelände Sengenthal

i7
i11
i13
Das Ultraleichtfluggelände Sengenthal, auch Ultraleichtfluggelände Forst-Sengenthal genannt, ist ein Ultraleichtfluggelände im Gebiet des Gemeindeteils Forst der Gemeinde Sengenthal im Landkreis Neumarkt in der Oberpfalz in Bayern. Der Platzhalter und Betreiber ist der Ultraleicht- und Drachenfliegerclub Forst-Sengenthal e. V.

## Lage
Das Ultraleichtfluggelände liegt etwa 5 km südwestlich von Sengenthal und etwa 800 m westlich von Forst.

## Flugbetrieb
Das Ultraleichtfluggelände besitzt eine Betriebsgenehmigung für Ultraleichtflugzeuge und Hängegleiter, die per Flugzeugschlepp mit Ultraleichtflugzeugen starten. Starts und Landungen bedürfen generell der Zustimmung der Platzhalters (PPR). Das Ultraleichtfluggelände ist mit einer 250 m langen und 20 m breiten Start- und Landebahn aus Gras (Richtung 12/30) ausgestattet.

## Geschichte
Der Ultraleicht- und Drachenfliegerclub Forst-Sengenthal e. V. wurde 1989 gegründet. Das Ultraleichtfluggelände wurde am 21. August 1991 genehmigt. Die Betriebsaufnahme wurde mit Wirkung vom 10. Oktober 1991 gestattet.